# 万宝常
万宝常（556年—595年），隋朝音乐家。父万大通，随王琳降北齐。后秘密计划回江南，事泄被诛，万宝常被配为乐户。北周灭亡北齐，隋朝取代北周。开皇年间，郑译制定礼乐，召万宝常参议，奉命制造各种乐器，以自制水尺为律尺以调乐音。
他撰写《乐谱》64卷。他家中贫穷，饿死时，其妻看着《乐谱》说：“要这些有什么用呢？”把《乐谱》丢到火里烧。被看到的人救出几卷。

## 延伸阅读
[在维基数据编辑]
 《北史/卷090》，出自李延壽《北史》
 《隋書·卷78》，出自魏徵《隋书》